# Maiko Kano
Maiko Kano (em japonês:  狩野 舞子; Mitaka, 15 de julho de 1988) é uma jogadora de voleibol japonesa que representou o seu país nos Jogos Olímpicos de 2012, em Londres.
Kano fez parte da Seleção Japonesa que conquistou a medalha de bronze ao derrotar a Coreia do Sul por 3 sets a 0 na disputa de terceiro lugar.